# Temple of Music

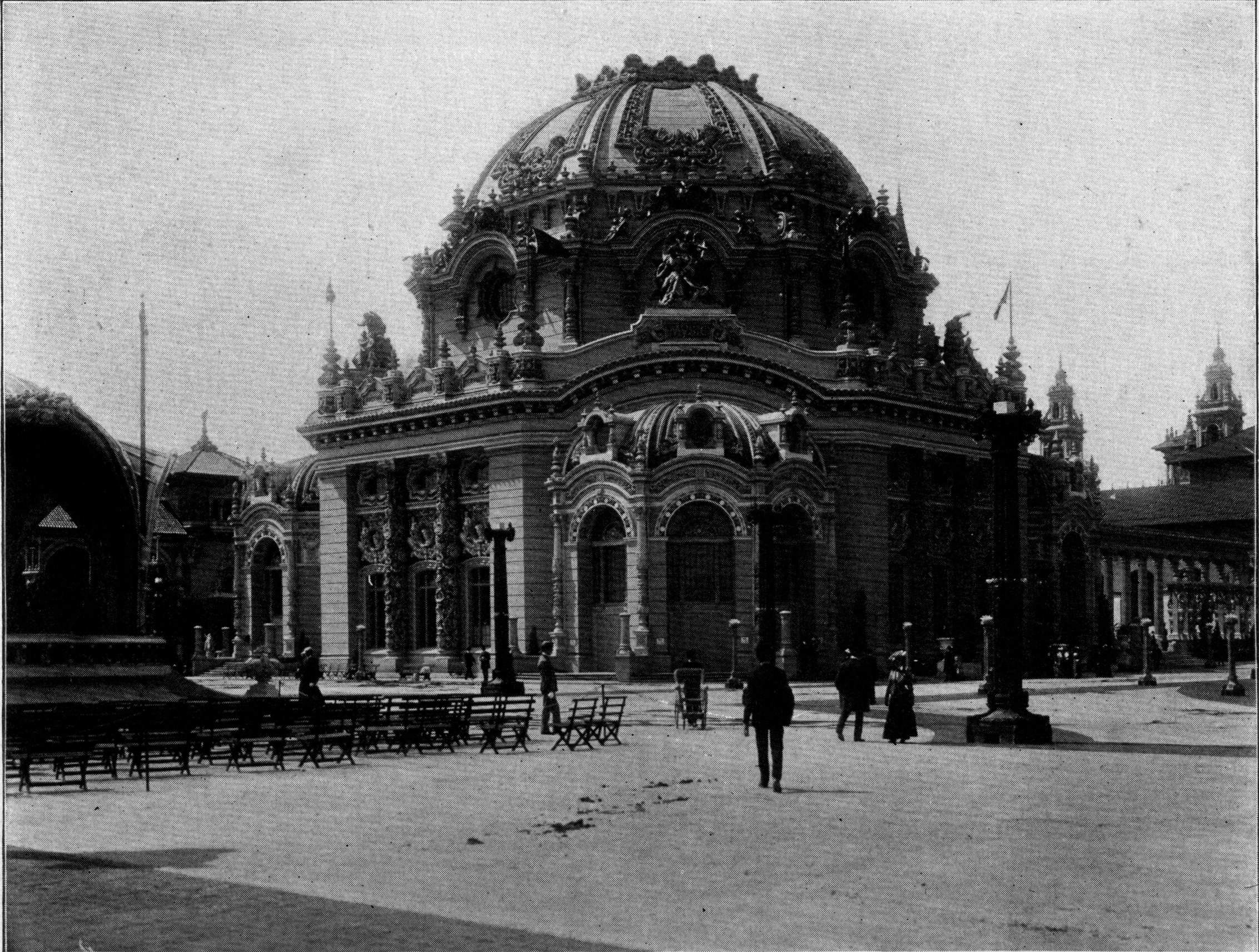
O Temple of Music na Exposição Panamericana.

O Temple of Music foi uma sala de concertos e auditório construído para a Exposição Panamericana que foi realizada na cidade de Buffalo, Nova Iorque, entre 1 de maio e 2 de novembro de 1901. Dentro do edifício, no dia 6 de setembro, o presidente William McKinley foi baleado duas vezes pelo anarquista Leon Czolgosz, morrendo uma semana depois no dia 14 de setembro. Como a maioria dos outros prédios da exposição, o Temple of Music foi demolido ao final da feira.
O prédio foi projetado pelos arquitetos August Esenwein e James A. Johnson para servir como sala de concertos e um palco cerimonial para a Exposição Panamericana. Seu custo de construção foi de US$ 85.000 (US$ 1.500.000 em valores de 2008). Sua principal influência arquitetônica foi a renascença italiana, de acordo com o plano do conselho de arquitetos da feira para a aparência geral do evento, o estilo Renascença Livre. Como a maioria dos edifícios da Exposição, o Temple of Music possuia iluminação elétrica internamente e externamente.
O domo do Temple of Music ficava 54.86 m acima do chão, e o salão interno tinha capacidade para mais de duas mil pessoas. O prédio foi pintado principalmente de amarelo claro, ouro e detalhes em vermelho, com o painel dos domos sendo da cor azul clara. Dentro ficava um dos maiores órgãos já construídos nos Estados Unidos.